# Ротационное соединение

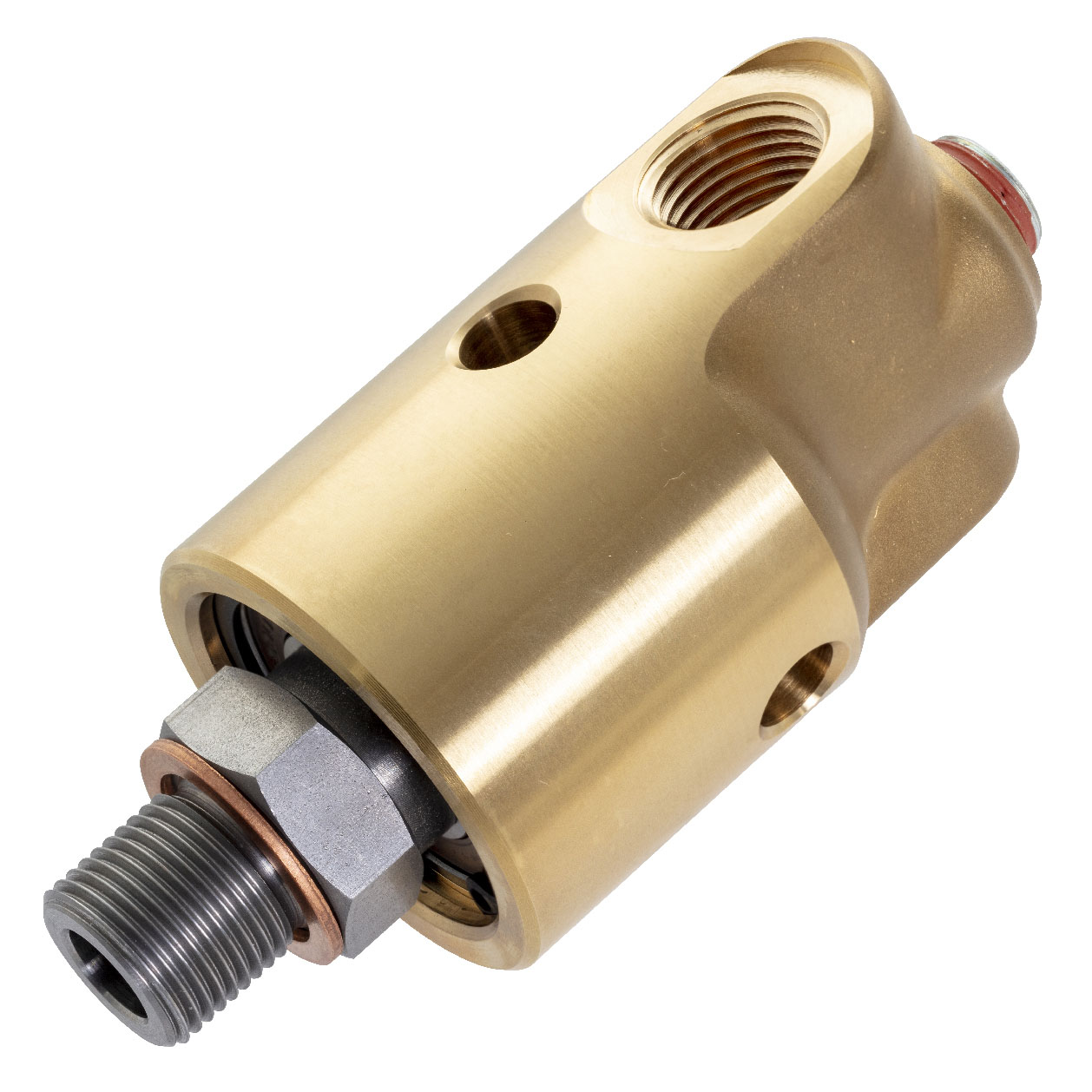
Ротационное соединение

Ротационное соединение - (англ. rotary union, rotary joint) представляет собой соединение, которое позволяет вращать составные части, обеспечивая уплотнение между стационарным каналом подачи (например, трубой или шлангом) и вращающейся частью (например, барабаном, цилиндром или шпинделем), подавая поток жидкости во вращающаяся часть. Жидкости, обычно используемые с ротационными соединениями включают в себя различные среды, такие как пар, вода, термальное масло, гидравлическая жидкость и охлаждающие жидкости. Ротационное соединение иногда называют ротационные или поворотные муфты, вертлюг.

## Состав ротационного соединения
Ротационные соединения бывают разных форм, размеров и конфигураций, они всегда имеют одни и те же четыре основных компонента: корпус, вал, подшипник и уплотнение. Ротационные соединения обычно изготавливаются из нержавеющей стали для защиты от ржавчины и коррозии, но могут использоваться и многие другие металлы, например алюминий.
Корпус

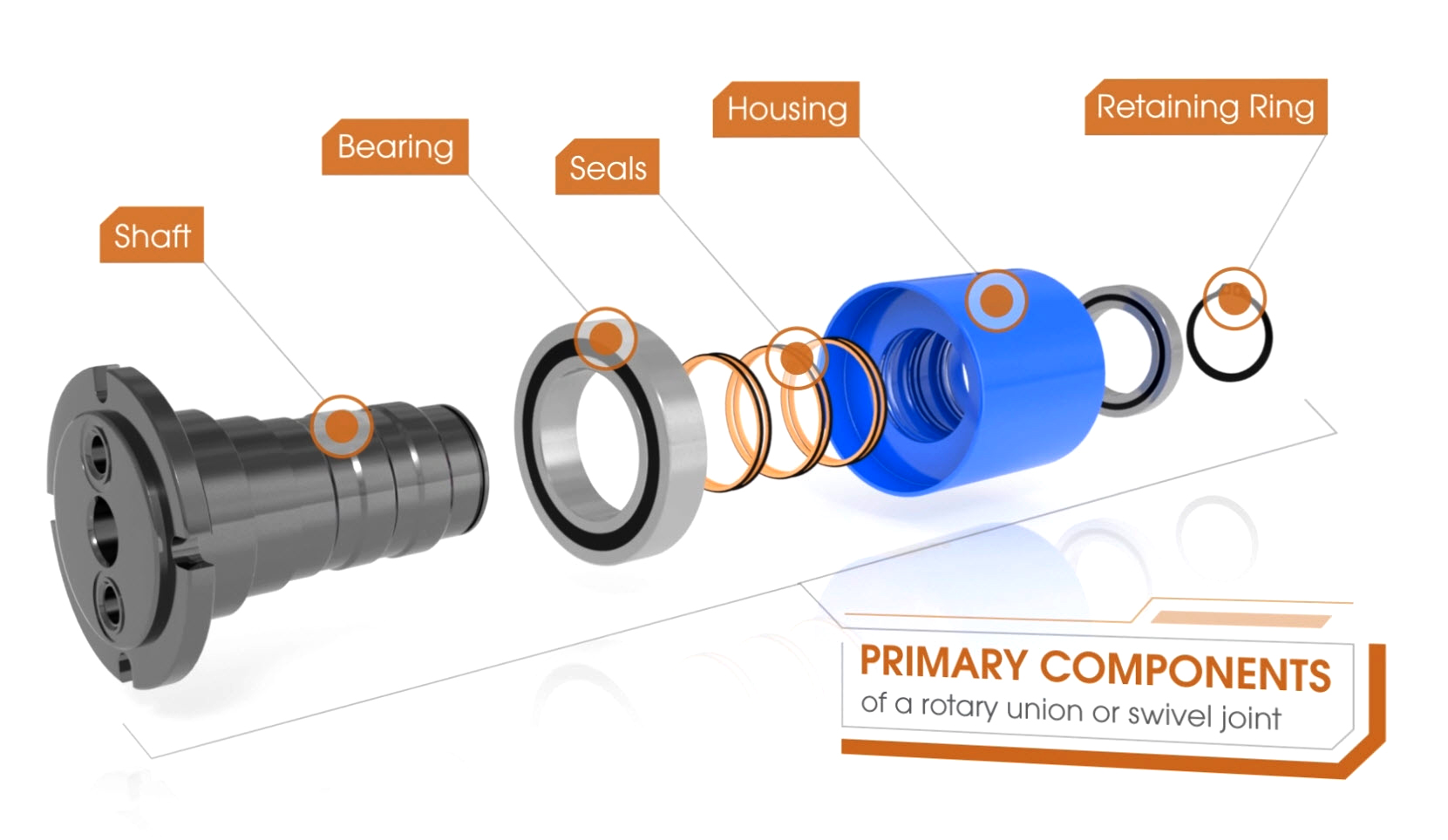
Состав ротационного соединения

Корпус — это компонент, который скрепляет все остальные элементы ротационного соединения. Корпус имеет впускное отверстие, представляющее собой резьбовое отверстие, к которому будет присоединен шланг, подающий среду. Ротационное соединение также может иметь выпускное отверстие, если одно и то же соединение используется как для подачи жидкости к ролика, так и для удаления жидкости из ролика. В поворотных соединениях меньшего размера корпус неподвижен. В более крупных поворотных соединениях корпус обычно привинчивается к барабану или ролику с помощью фланца. В этих случаях корпус вращается с той же скоростью, что и барабан
Вал (Ротор)
Вал (Ротор) — это компонент, который подает среду через ротационное соединение в барабан или ролик. Во многих случаях вал будет вращаться вместе с барабаном или валком. В некоторых случаях, например, в более крупных фланцевых ротационных соединениях, вал может оставаться неподвижным, в то время как корпус вращается. Подшипники и уплотнение обычно устанавливаются вокруг вала.
Подшипник
Подшипник — второй по важности частью ротационного соединения является подшипник. 
Уплотнение
Уплотнение предотвращает утечку среды за пределы поворотного соединения во время работы. Большинство поворотных соединений имеют более одного уплотнения.